# Metapellobunus
Genre
Metapellobunus est un genre d'opilions laniatores à l'appartenance familiale incertaine.

## Distribution
Les espèces de ce genre se rencontrent aux Îles Vierges des États-Unis et en Équateur,..

## Liste des espèces
Selon World Catalogue of Opiliones (10/01/2025) :
- Metapellobunus lapidosus Roewer, 1928
- Metapellobunus lutzi (Goodnight & Goodnight, 1942)
- Metapellobunus unicolor (Roewer, 1912)

## Publication originale
- Roewer, 1923 : Die Weberknechte der Erde. Systematische Bearbeitung der bisher bekannten Opiliones. Gustav Fischer, Jena, p. 1-1116 (texte intégral).